# Sanna Nyassi
Sanna Nyassi (ur. 31 stycznia 1989 w Bwiam) – gambijski piłkarz występujący na pozycji pomocnika. Zawodnik klubu San Jose Earthquakes. Brat bliźniak Saineya Nyassiego, także piłkarza.

## Kariera klubowa
Nyassi seniorską karierę rozpoczynał w 2005 roku w klubie Gambia Ports Authority. W 2006 roku zdobył z nim mistrzostwo Gambii, a w 2007 roku Puchar Gambii. W 2008 roku trafił do amerykańskiego Seattle Sounders z USL. W 2009 roku rozpoczął z nim starty w MLS. W tych rozgrywkach zadebiutował 20 marca 2009 roku w wygranym 3:0 pojedynku z New York Red Bulls. 2 października 2010 roku w wygranym 3:2 spotkaniu z Toronto FC strzelił pierwszego gola w MLS. W Seattle grał przez 3 sezony.
W 2011 roku Nyassi odszedł do Colorado Rapids, również grającego w MLS. Pierwszy ligowy mecz zaliczył tam 20 marca 2011 roku przeciwko Portland Timbers (3:1). W Colorado spędził sezon 2011. W tym czasie zagrał tam w 26 meczach i zdobył 5 bramek.
W 2012 roku Nyassi podpisał kontrakt z kanadyjskim Montrealem Impact, także występującym w MLS. Zadebiutował tam 10 marca 2012 roku w przegranym 0:2 spotkaniu z Vancouver Whitecaps. W 2014 grał w Chicago Fire, a w 2015 trafił do San Jose Earthquakes.

## Kariera reprezentacyjna
Nyassi jest byłym członkiem kadry Gambii U-17 oraz U-20. Był uczestnikiem Mistrzostw Świata U-17 w 2005 roku oraz Mistrzostw Świata U-20 w 2007 roku. W pierwszej reprezentacji Gambii zadebiutował w 2010 roku.